# Étréjust
Étréjust település Franciaországban, Somme megyében. Lakosainak száma 41 fő (2022. január 1.). Étréjust Avesnes-Chaussoy, Belloy-Saint-Léonard, Épaumesnil, Heucourt-Croquoison és Métigny községekkel határos.

## Népesség
A település népességének változása:
| Lakosok száma | 46   | 47   | 44   | 42   | 40   | 40   | 41   | 41   |
|               | 2013 | 2015 | 2017 | 2018 | 2019 | 2020 | 2021 | 2022 |